# 은원충
은원충(殷元忠, ?~?)은 고려의 도사이다. 호는 무등산처사(無等山處士), 원중(元분류이다. 고려 예종 때에 『도선밀기(道詵密記)』에 근거하여 남경(南京)천도를 주장했다.